# Cricotopus seiryucedeus
Cricotopus seiryucedeus är en tvåvingeart som beskrevs av Sasa, Suzuki och Sakai 1998. Cricotopus seiryucedeus ingår i släktet Cricotopus och familjen fjädermyggor. Inga underarter finns listade i Catalogue of Life.